# Droit international privé de l'Union européenne
Le Droit international privé de l'Union européenne est issu de l'avènement de la Communauté européenne du charbon et de l'acier (CECA) puis de la communauté économique européenne (CEE) et enfin celui de l'Union européenne a permis une harmonisation du droit international privé des différents Etats-membres dans certains domaines particuliers du droit, comme les obligations contractuelles, les obligations alimentaires ou encore les mariages.

## Le conflit de juridictions en droit international privé européen
Le droit positif en vigueur au sein de l'Union européenne en matière de conflit de juridictions est issu du règlement (UE) n°1215/2012 dit «Bruxelles I bis». Ce règlement est applicable à la matière civile et commerciale, bien que certaines matières soient explicitement exclues de son champ d'application comme les litiges liées à l'état ou à la capacité des personnes, à l'arbitrage ou encore à la sécurité sociale. La notion de matière civile et commerciale exclut toutes les activités menées à travers l'exercice d'une prérogative de puissance publique. 
L'article 4 du règlement Bruxelles I bis pose une règle de conflit à caractère général. La juridiction compétente, sous réserve des règles spéciales énoncées plus loin dans le règlement est la juridiction de l'État-membre dans lequel le défendeur a son domicile. Ainsi, la compétence générale est celle du domicile du défendeur. L'article 5 du règlement prévoit que seules les dispositions des articles 2 à 7 du règlement permettent de déroger à cette compétence générale.  
C'est l'article 7 du règlement qui édicte des règles spéciales, notamment pour la matière délictuelle et contractuelle. 

## Le conflit de lois en droit international privé européen
Sous l'impulsion du droit communautaire, une grande partie du droit international privé des Etats-membres de l'Union européenne a été harmonisé. L'application des règles de droit international privé nationales est devenue dès lors plus marginale.

### En matière d'obligations contractuelles
En 1980, dans le cadre de la CEE est signée la convention de Rome relative à la loi applicable aux obligations contractuelles. Entrée en vigueur le 1er avril 1991, elle a pour but de déterminer la loi applicable aux obligations contractuelles dans les situations comportant un conflit de lois. Cette convention a été remplacée par  le règlement (CE) n°593/2008 du Parlement européen et du Conseil du 17 juin 2008 sur la loi applicable aux obligations contractuelles dit «Règlement Rome I». Ce règlement s'applique pour tous les contrats conclus après le 17 décembre 2009. 
La convention de Rome comme le règlement Rome I consacre la théorie de l'autonomie de la volonté, en vertu de laquelle la loi applicable au contrat est la loi choisie par les parties. Généralement, ce choix de loi prend la forme d'une clause insérée au contrat qui prévoit la loi gouvernant ce dernier.
En l'absence de choix de loi par les parties le règlement Rome I prévoit un retour à la méthode conflictuelle pour déterminer la loi applicable. Cette loi va dépendre de la qualification du contrat considéré. L'article 4 du règlement édicte une série de rattachements qui doivent permettre de rechercher la loi applicable à l'obligation contractuelle. Par exemple, un contrat de vente sera régi par la loi du pays dans lequel le vendeur a sa résidence habituelle. La solution est identique s'agissant d'un contrat de prestation de service qui se verra appliquer la loi du pays dans lequel le prestataire a sa résidence habituelle. En revanche, un contrat portant sur un droit réel immobilier ou un bail d'immeuble sera régi par la loi du lieu de situation de l'immeuble. Pour les contrats qui ne sont pas explicitement nommés au premier paragraphe de l'article 4 du règlement, la règle générale posée consiste à appliquer la loi du lieu de résidence habituelle du débiteur de la prestation caractéristique du contrat. A titre d'exemple, dans un contrat de vente le débiteur de la prestation caractéristique est le vendeur qui s'oblige à délivrer un bien, c'est pourquoi l'article 4.1 du règlement a prévu que la loi du lieu de la résidence habituelle du vendeur était applicable au contrat de vente.
La résidence habituelle est déterminée par l'article 19 du règlement. Pour une personne morale, la résidence habituelle correspond au lieu où se trouve son siège social. Pour une personne physique, la résidence habituelle est le lieu où cette personne a son établissement principal.
Enfin, le règlement Rome I possède un caractère universel en vertu de son article 2 ce qui signifie que la loi désignée par le règlement est applicable même si ce n'est pas la loi d'un Etat-membre qui est désignée.

### Règles de conflit spéciales à finalité protectrice
En raison de la vulnérabilité de certaines personnes, le règlement Rome I prévoit des règles spéciales de conflit, applicables aux parties dites «faibles». C'est le cas notamment du salarié qui, subordonné à son employeur se trouve dans un état de faiblesse par rapport à ce dernier, ce qui justifie que la liberté contractuelle soit encadrée en de pareils cas. Le même raisonnement est employé s'agissant du consommateur, qui souffre d'une faiblesse par rapport au professionnel. Il ne connaît bien souvent pas le marché dans lequel il contracte et un professionnel pourrait essayer de tirer profit de cette faiblesse.
S'agissant du contrat de travail les parties restent en principe, libres de choisir la loi applicable à ce contrat. Toutefois, le règlement Rome I prévoit que ce choix de loi ne pourrait avoir pour effet «de priver le travailleur de la protection que lui assurent les dispositions auxquelles il ne peut être dérogé par accord en vertu de la loi qui, à défaut de choix, aurait été applicable selon les paragraphes 2, 3 et 4» de l'article 8 du règlement. En effet, les paragraphes suivants prévoient une série de rattachements en cas d'absence de choix de loi. Le paragraphe 2 prévoit l'application de la loi du lieu dans lequel le salarié exécute son travail de manière habituelle. Le paragraphe 3 lui, prévoit que si ce lieu d'exécution ne peut être déterminé, alors la loi applicable sera celle du pays dans lequel est situé l'établissement qui a embauché le travailleur. En somme, les parties peuvent choisir la loi régissant un contrat de travail, mais ce choix de loi ne pourra pas déroger aux dispositions impératives prévues par la loi du lieu habituel de l'exécution du contrat ou, si ce lieu n'est pas déterminable aux dispositions impératives de la loi du pays dans lequel est situé l'établissement d'embauche. Le but de cette règle est d'éviter que les employeurs n'abusent de leurs salariés, en stipulant des lois qui leur seraient défavorables, comme les lois d'un pays à faible protection sociale par exemple.

### Le conflit de loi en matière de responsabilité délictuelle
C'est le Règlement (CE) n°864/2007 du Parlement Européen et du Conseil du 11 juillet 2007 sur la loi applicable aux obligations non contractuelles dit «Règlement Rome II» qui envisage la loi applicable aux obligations non contractuelles. Il est entré en vigueur depuis le 11 janvier 2009.
Son article premier détermine son champ d'application. Il est applicable aux obligations non contractuelles. Le règlement exclut de son champ d'application un certain nombre de matières, comme les obligations alimentaires, les obligations résultants d'un régime matrimonial ou encore celles résultant du droit des sociétés. 

#### La règle de conflit générale
Le règlement pose une règle de conflit générale qui figure à l'article 4§1. Au sens de cet article, la loi applicable à une obligation non contractuelle résultant d'un fait dommageable est «celle du pays où le dommage survient». Cette règle est aussi connue sous le nom de lex loci damni: la loi du lieu du dommage. Cette règle admet plusieurs tempéraments. L'article 4§2 prévoit que lorsque «la personne dont la responsabilité est invoquée et la personne lésée ont leur résidence habituelle dans le même pays au moment de la survenance du dommage, la loi de ce pays s'applique». Ainsi, lorsque le responsable du dommage et la victime de celui-ci possèdent leur résidence habituelle dans le même pays lors de la survenance du dommage, alors c'est la loi de la résidence habituelle commune du responsable et de la victime qui s'appliquera. L'article 4§3 du règlement prévoit une clause d'exception, aux termes de laquelle lorsque le fait dommageable présente «des liens manifestement plus étroits avec un pays autre que celui visé aux paragraphes 1 ou 2, la loi de cet autre pays s'applique».

#### Les règles de conflit spéciales
Le règlement Rome II édicte également une série de rattachements spéciaux dans certains cas précis.
En matière d'actes de concurrence déloyale la loi applicable est celle du pays sur le territoire duquel les relations de concurrence ou les intérêts collectifs des consommateurs sont affectés ou susceptibles de l'être.
En matière d'atteinte à l'environnement, l'article 7 offre une option de choix de loi au demandeur. La loi applicable sera celle du lieu du dommage, mais il est également possible d'invoquer la loi du lieu du fait générateur du dommage, dans les cas où celle-ci semble plus favorable.